# Mátyás Szűrös
Mátyás Szűrös (* 11. září 1933 Püspökladány) je maďarský socialistický politik, diplomat, bývalý předseda Zemského sněmu a prozatímní prezident republiky, který dne 23. října 1989, v den svého zvolení, vyhlásil v pravé poledne z balkónu Országházu svobodnou Maďarskou republiku (Třetí Maďarská republika).

## Biografie
Mátyás Szűrös se narodil dne 11. září 1933 v Püspökladány v tehdejším Maďarském království. Od roku 1953 studoval v Moskvě obor mezinárodních vztahů, který úspěšně zakončil v roce 1959. Později si na MKKE a ZMNE udělal postabsolventské školení. V současné době je podruhé ženatý. Z prvního manželství má dva syny z druhého jednu dceru.

## Politická kariéra
V letech 1959–1960 působil na jako zpravodaj Ministerstva zahraničních věcí. V roce 1962 se stal hlavním zpravodajem, avšak ve stejném roce byl jmenován velvyslancem MLR v Berlíně (NDR). V roce 1965 získal místo v Ústavu zahraničních politických pracovníků při ÚV MSZMP a v roce 1974 se stal zástupcem vedoucího. O rok později byl opět jmenován velvyslancem v Berlíně. V letech 1978–1982 byl velvyslancem MLR v Moskvě (SSSR). Následně od roku 1983 pracoval v čele zahraničního oddělení ÚV MSZMP.
V roce 1985 byl zvolen do Národního shromáždění a až do roku 1989, byl předsedou výboru pro zahraniční záležitosti. V období pádu komunismu, v letech 1988–1989 se pohyboval ve vedoucí skupině reformistů MSZMP. V březnu 1989 byl zvolen předsedou Národního shromáždění. Když 7. října téhož roku vznikla z MSZMP nová strana MSZP, nechal si, jako reformní komunista, své členství převést.
Po schválení nové ústavy byl dne 23. října 1989, v den výročí Maďarského povstání z roku 1956, zvolen prozatímním prezidentem. V pravé poledne téhož dne z balkónu Országházu slavnostně vyhlásil svobodnou Maďarskou republiku (Třetí Maďarská republika). Funkci prezidenta republiky předal 2. května 1990 prvnímu oficiálnímu prezidentovi Arpádu Gönczovi. 
V letech 1990 až 1998 byl poslancem za levicovou MSZP. V roce 2002 odešel z MSZP a v parlamentních volbách hájil barvy strany Új Baloldal (Nová Levice) jako kandidát na premiéra, ale tato strana získala pouze 0,1% hlasů. O rok později vstoupil do "historické" SZDP a dokonce se stal jejím předsedou, později však rezignoval. V roce 2006 neúspěšně kandidoval do obecního zastupitelstva městečka Kistarcsán.

## Publikace
- Hazánk és a nagyvilág (1985)
- Hazánk és Európa (1987)
- Magyarságról – külpolitikáról (1989)
- Cselekvő politikával a magyarságért – 1988–1996 (1997)
- Köztársaság született "harangszavú délben" (1999)
- Nemzetpolitika és csatlakozás (2001)